# Ночное привидение, или Воришка
«Ночно́е привиде́ние, и́ли Вори́шка» (англ. The Night Walker, or The Little Thief) — английская комедия начала XVII века. Написана Джоном Флетчером около 1611 года, в 1633 году переработана Джеймсом Ширли для новой постановки. Сохранилась только вторая версия пьесы; о том, какой именно вклад внёс редактор, можно судить по косвенным признакам — так, Ширли поменял имя одного из персонажей с «Wildgoose» на «Wildbrain», но лишь в тех частях текста, которых коснулась переработка.

## Содержание
Жадный и бесчестный лондонский судья О́лграйп бросает свою невесту Э́йлет, чтобы жениться на богатой наследнице Марии. Обе девушки несчастны: Эйлет любит Олграйпа и хочет наставить его на путь добродетели, Мария же влюблена в юношу Ха́ртлава и ненавидит брак с судьёй, к которому её принуждает мать.
Эйлет («воришка» из названия) переодевается мальчиком и поступает в помощнику к вору. Мария («ночное привидение») в брачную ночь падает в обморок, похожий на смерть, но на кладбище приходит в себя и бродит по округе в саване, изображая призрак. Посредством ещё нескольких переодеваний и обманов героиням удаётся пробудить в судье совесть и отыскать его брачный контракт с Эйлет, делающий женитьбу на Марии недействительной.

## Публикации
Пьеса издавалась ин-кварто в 1640 и 1661 годах. В первом фолио Бомонта и Флетчера (1647) она отсутствует, но включена во второе фолио (1679).
На русский язык переводилась один раз — Полиной Мелковой; перевод опубликован в составе двухтомного собрания сочинений Бомонта и Флетчера в 1965 году.